# マント (小惑星)
マント (870 Manto) は小惑星帯に位置する小惑星である。ハイデルベルクのケーニッヒシュトゥール天文台でマックス・ヴォルフによって発見された。
ギリシア神話に登場するテイレシアースの娘である預言者マントーにちなんで命名された。